# Cinchonin
Cinchonin je alkaloid nacházející se v chinovníku lékařském (Cinchona officinalis). Je stereoizomerem cinchonidinu.